# Liste des pays ayant des restaurants McDonald's
 (juin 2022).
La mise en forme du texte ne suit pas les recommandations de Wikipédia : il faut le « wikifier ».
Les points d'amélioration suivants sont les cas les plus fréquents. Le détail des points à revoir est peut-être précisé sur la page de discussion.
- Les titres sont pré-formatés par le logiciel. Ils ne sont ni en capitales, ni en gras.
- Le texte ne doit pas être écrit en capitales (les noms de famille non plus), ni en gras, ni en italique, ni en « petit »…
- Le gras n'est utilisé que pour surligner le titre de l'article dans l'introduction, une seule fois.
- L'italique est rarement utilisé : mots en langue étrangère, titres d'œuvres, noms de bateaux, etc.
- Les citations ne sont pas en italique mais en corps de texte normal. Elles sont entourées par des guillemets français : « et ».
- Les listes à puces sont à éviter, des paragraphes rédigés étant largement préférés. Les tableaux sont à réserver à la présentation de données structurées (résultats, etc.).
- Les appels de note de bas de page (petits chiffres en exposant, introduits par l'outil «  Source ») sont à placer entre la fin de phrase et le point final[comme ça].
- Les liens internes (vers d'autres articles de Wikipédia) sont à choisir avec parcimonie. Créez des liens vers des articles approfondissant le sujet. Les termes génériques sans rapport avec le sujet sont à éviter, ainsi que les répétitions de liens vers un même terme.
- Les liens externes sont à placer uniquement dans une section « Liens externes », à la fin de l'article. Ces liens sont à choisir avec parcimonie suivant les règles définies. Si un lien sert de source à l'article, son insertion dans le texte est à faire par les notes de bas de page.
- La présentation des références doit suivre les conventions bibliographiques. Il est recommandé d'utiliser les modèles {{Ouvrage}}, {{Chapitre}}, {{Article}}, {{Lien web}} et/ou {{Bibliographie}}. Le mode d'édition visuel peut mettre en forme automatiquement les références.
- Insérer une infobox (cadre d'informations à droite) n'est pas obligatoire pour parachever la mise en page.

Pour une aide détaillée, merci de consulter Aide:Wikification.
Si vous pensez que ces points ont été résolus, vous pouvez retirer ce bandeau et améliorer la mise en forme d'un autre article.

Pays ayant des restaurants McDonald's

Cet article recense la liste de pays ayant des restaurants McDonald's. McDonald's est la plus grande chaîne de restauration rapide au monde, avec plus de 40 000 points de vente dans le monde. La majorité des restaurants McDonald's en dehors des États-Unis sont des franchises.
Le plus grand restaurant McDonald's temporaire au monde a été ouvert lors des Jeux olympiques d'été de 2012 à Londres, il était d'une superficie de 3 000 mètres carrés (32 291,7312 pi2),,. Le plus grand encore actuel est le restaurant de Will Rogers Turnpike à Oklahoma.
La liste des pays est communiquée par l'entreprise et contient plusieurs territoires non souverains.

## Histoire
Le premier restaurant McDonald's a été ouvert en 1940 par Dick et Mac McDonald. Cependant, le 15 avril 1955, Ray Kroc lança le premier McDonald's à Des Plaines, dans l'Illinois, proposant un menu de dix plats construit autour d'un hamburger à 15 cents.
Depuis, McDonald's a ouvert plus de 40 000 restaurants dans le monde.

## Pays et territoires ayant actuellement un McDonald's

Pays avec des restaurants McDonald's, avec l'année de leur premier restaurant

| #   | Pays/Territoire                                                      | Date du premier restaurant                                                                                                 | Lieu du premier point de vente                                                                    | Nombre maximum de point de vente                                               | Population par point de vente | Notes |
| --- | -------------------------------------------------------------------- | --- | ------------------------------------------------------------------------------------------------- | ------------------------------------------------------------------------------ | ----------------------------- | --- |
| 1   | États-Unis                                                           | 15 mai 1940 Franchise: 13 avril 1955                                                                                       | San Bernardino Des Plaines (Franchise)                                                            | 13 257                                                                         | 25 132                        | [ m 1 ] |
| 2   | Canada                                                               | 3 juin 1967 | Richmond                                                                                          | 1 400                                                                          | 27 551                        | Il s'agit du premier McDonald's en dehors des États-Unis. |
| 3   | Porto Rico (territoire des États-Unis)                               | 6 décembre 1967 | San Juan                                                                                          | 108                                                                            | 29 583                        | Premier McDonald's en Amérique latine et dans les Caraïbes et premier McDonald's dans une zone hispanophone. |
| 4   | Îles Vierges des États-Unis (territoire des États-Unis)              | 5 Septembre 1970 | St. Croix                                                                                         | 6                                                                              | 17 878                        | |
| 5   | Costa Rica                                                           | 8 décembre 1970 | San José                                                                                          | 54                                                                             | 90 852                        | Pays tiers (non possession américaine) où McDonald's a ouvert ses portes. |
| 6   | Australie                                                            | 30 mai 1971 | Yagoona                                                                                           | 981                                                                            | 26 739                        | Premier point de vente en Océanie, premier point de vente en dehors de l'Amérique et premier point de vente dans l'hémisphère sud. Connu localement sous le nom de Maccas. |
| 7   | Guam (territoire des États-Unis)                                     | 10 Juin 1971 | Dededo                                                                                            | 6                                                                              | 27 372                        | Premier point de vente en Micronésie. |
| 8   | Japon                                                                | 21 Juillet 1971 | Tokyo                                                                                             | 2 900                                                                          | 43 266                        | Premier point de vente en Asie, McDonald's Holdings Company Japan, Inc est connu localement sous le nom de makku (マック). |
| 9   | Pays-Bas                                                             | 21 août 1971 | Zaandam                                                                                           | 254                                                                            | 69 714                        | C'était le premier point de vente en Europe. Ouvert en 1971 par le Master franchisé européen Jan Sybesma McDonald's Europe - prévoit d'ouvrir 15 magasins supplémentaires dans les 4 prochaines années.                                                                                         |
| 10  | Panama                                                               | 1er septembre 1971 | Panama                                                                                            | 57                                                                             | 71 912                        | [ m 9 ] |
| 11  | Allemagne                                                            | 22 Novembre 1971 (Allemagne de l'Ouest) 21 Décembre 1990 (ancienne Allemagne de l'Est)                                     | Munich (Allemagne de l'Ouest) Plauen (Ancienne Allemagne de l'Est)                                | 1 438,                                                                         | 57 874                        | Le premier point de vente en Allemagne de l'Ouest a été ouvert à Munich-Obergiesing en 1971. McDonald's est connu localement sous le nom de Megges. Le premier point de vente dans les nouveaux États allemands a ouvert à Plauen en 1990, après la réunification.                              |
| 12  | France                                                               | 30 juin 1972 | Créteil                                                                                           | 1 500                                                                          | 45 209                        | Premier point de vente à Créteil en 1972 même si McDonald's reconnaît officiellement le premier point de vente à Strasbourg en 1979. En 2019, la France était le plus grand marché européen pour la chaîne de hamburgers selon investopedia.com.                                                |
| 13  | Salvador                                                             | 20 Juillet 1972 | San Salvador                                                                                      | 19                                                                             | 318 900                       | |
| 14  | Suède                                                                | 27 octobre 1973 | Kungsgatan 4, Stockholm                                                                           | 191                                                                            | 54 461                        | Premier point de vente en Scandinavie. |
| 15  | Guatemala                                                            | 6 juin 1974 | Guatemala                                                                                         | 95                                                                             | 179 894                       | [ m 12 ] |
| 16  | Curaçao (partie des Antilles néerlandaises à l'époque)               | 16 août 1974 | Willemstad                                                                                        | 5                                                                              | 32 203                        | [ m 13 ] |
| 17  | Royaume-Uni                                                          | Angleterre : 13 Novembre 1974 Pays de Galles : 3 Décembre 1984 Écosse : 23 Novembre 1987 Irlande du Nord : 12 Octobre 1991 | Woolwich, Londres (Angleterre) Cardiff (Pays de Galles) Dundee (Écosse) Belfast (Irlande du Nord) | 1 300                                                                          | 51 601                        | Comprend l'île de Man et Jersey (1 chacun) Angleterre : 1 038 Écosse : 95 Pays de Galles : 62 Irlande du Nord : 26 |
| 18  | Hong Kong ( Hong Kong britannique à l'époque)                        | 8 Janvier 1975 | Paterson Street, Causeway Bay, Hong Kong Island (Maintenant fermé)                                | 237                                                                            | 31 190                        | Premier point de vente dans un territoire de langue chinoise. Hong Kong était alors une colonie de la Couronne britannique/un territoire dépendant ; McDonald's ouvrira un restaurant en Chine même 15 ans plus tard.                                                                           |
| 19  | Bahamas                                                              | 4 Aout 1975 | Nassau                                                                                            | 3                                                                              | 131 787                       | Première sortie dans un pays indépendant des Caraïbes. |
| 20  | Nouvelle-Zélande                                                     | 7 Juin 1976 | Porirua Central, Wellington                                                                       | 166                                                                            | 28 880                        | Fondé en Nouvelle-Zélande par Wally et Hugh Morris Les premiers restaurants de l'île du Sud ont ouvert à Linwood et Merivale, tous deux à Christchurch, le 3 novembre 1987. |
| 21  | Suisse                                                               | 20 octobre 1976 | Genève                                                                                            | 167                                                                            | 50 419                        | [ m 18 ] |
| 22  | Irlande                                                              | 9 mai 1977 | Grafton Street, Dublin                                                                            | 95                                                                             | 47 000                        | Ouverture du premier drive-thru en Europe à Nutgrove, Dublin et du premier McCafé en Europe à Grafton Street, Dublin. |
| 23  | Autriche                                                             | 21 juillet 1977 | Schwarzenbergplatz, Vienne                                                                        | 195                                                                            | 45 456                        | [ m 20 ] |
| 24  | Belgique                                                             | 21 mars 1978 | Bruxelles                                                                                         | 85                                                                             | 153 378                       | [ m 21 ] |
| 25  | Brésil                                                               | 13 Février 1979 | Copacabana, Rio de Janeiro                                                                        | 1 031                                                                          | 203 828                       | Premier point de vente ouvert à Copacabana, Rio de Janeiro, en 1979. Premier point de vente ouvert en Amérique du Sud et premier point de vente dans un pays lusophone. Connu localement sous le nom de Méqui.                                                                                  |
| 26  | Singapour                                                            | 20 Octobre 1979 | Liat Towers, Orchard Road                                                                         | 136                                                                            | 41 265                        | Premier point de vente en Asie du Sud-Est. Tous les McDonald's de Singapour sont certifiés halal, |
| 27  | Espagne                                                              | 10 mars 1981 | Gran Vía, Madrid                                                                                  | 550                                                                            | 86 171                        | Premier point de vente dans la péninsule Ibérique. |
| 28  | Danemark                                                             | 15 avril 1981 | Vesterbrogade 2D, Copenhague                                                                      | 89                                                                             | 64 596                        | [ m 27 ] |
| 29  | Philippines                                                          | 27 septembre 1981 | Nicanor Reyes Street, Morayta, Sampaloc, Manila                                                   | 655                                                                            | 163 938                       | |
| 30  | Malaisie                                                             | 29 Avril 1982 | Jalan Bukit Bintang, Kuala Lumpur                                                                 | 282                                                                            | 100 701                       | Le plus ancien point de vente survivant dans un pays à majorité musulmane. |
| 31  | Norvège                                                              | 18 Novembre 1983 | Nedre Slottsgate, Oslo                                                                            | 77                                                                             | 70 458                        | [ m 29 ] |
| 32  | Taïwan                                                               | 28 janvier 1984 | Minsheng East Road, Taipei                                                                        | 413                                                                            | 57 094                        | Tous les restaurants ont été temporairement fermés en 1992 pendant les enquêtes sur les attentats à la bombe perpétrés dans des restaurants à Taiwan ; ils ont rouvert après la fin des enquêtes.                                                                                               |
| 33  | Andorre                                                              | 29 juin 1984 | Andorre-la-Vieille                                                                                | 5                                                                              | 15 393                        | |
| 34  | Finlande                                                             | 14 décembre 1984 | Hämeenkatu 17, Tampere                                                                            | 67                                                                             | 82 833                        | [ m 31 ] |
| 35  | Thaïlande                                                            | 23 février 1985 | Bangkok                                                                                           | 240                                                                            | 287 667                       | [ m 32 ] |
| 36  | Italie                                                               | 20 mars 1985 | Bolzano                                                                                           | 702                                                                            | 83 856                        | [ m 33 ] |
| 37  | Aruba (partie des Antilles néerlandaises à l'époque)                 | 4 avril 1985 | Oranjestad                                                                                        | 4                                                                              | 26 316                        | [ m 13 ] |
| 38  | Luxembourg                                                           | 17 juillet 1985 | Luxembourg                                                                                        | 10                                                                             | 57 600                        | [ m 34 ] |
| 39  | Venezuela                                                            | 31 août 1985 | Caracas                                                                                           | 133                                                                            | 240 451                       | [ m 35 ] |
| 40  | Mexique                                                              | 29 octobre 1985 | Mexico                                                                                            | 402                                                                            | 321 393                       | [ m 36 ] |
| 41  | Cuba                                                                 | 24 avril 1986 | Base navale de la baie de Guantánamo                                                              | 1                                                                              | 11 480 000                    | Baie de Guantánamo, ouvert uniquement au personnel militaire. Non accessible aux citoyens cubains. |
| 42  | Turquie                                                              | 24 octobre 1986 | Istanbul                                                                                          | 253                                                                            | 312 980                       | Le premier point de vente est ouvert en Thrace orientale; des points de vente en Anatolie seront ouverts plus tard. C'est aussi le premier point de vente dans le monde turcophone, l'Azerbaïdjan venant en deuxième position en 1999.                                                          |
| 43  | Argentine                                                            | 24 Novembre 1986 | Belgrano, Buenos Aires                                                                            | 220                                                                            | 199 414                       | [ m 38 ] |
| 44  | Macao (Portugal Modèle:Country data Portuguese Macau à l'époque)     | 11 Avril 1987 | Rua do Campo, Cathedral Parish, Macau Peninsula                                                   | 27                                                                             | 23 058                        | Puis le territoire portugais ; Techniquement premier en terre portugaise, McDonald's n'ouvrira un restaurant au Portugal même que 4 ans plus tard. |
| 45  | Serbie (partie de la Yougoslavie à l'époque)                         | 24 Mars 1988 | Slavija Square, Belgrade                                                                          | 30                                                                             | 234 067                       | Premier point de vente dans les Balkans. |
| 46  | Corée du Sud                                                         | 29 mars 1988 | Gangnam District, Séoul                                                                           | 447                                                                            | 115 145                       | [ m 40 ] |
| 47  | Hongrie (Modèle:Country data Hungarian People's Republic à l'époque) | 13 avril 1988 | Budapest                                                                                          | 103                                                                            | 111 341                       | Premier point de vente dans un pays communiste, premier membre du Pacte de Varsovie, donc premier point de vente derrière le rideau de fer. Connu localement sous le nom de Meki. |
| 48  | Russie (partie de l' Union soviétique à l'époque)                    | 31 Janvier 1990 | Pushkin Square, Moscou                                                                            | 120+                                                                           | 2 333 333                     | Premier point de vente en Union soviétique même, qui s'est ensuite désintégré 23 mois après son ouverture. Tous les points de vente appartenant à McDonald's Corporation ont été temporairement transférés en franchise partagée sous les noms de My Burger et Tasty and That's It en mai 2022. |
| 49  | Chine                                                                | 8 Octobre 1990 | Dongmen, Luohu District, Shenzhen                                                                 | 4 978                                                                          | 283 604                       | Le plus grand nombre sur un marché autre que les États-Unis. |
| 50  | Chili                                                                | 19 Novembre 1990 | Santiago                                                                                          | 77                                                                             | 234 416                       | [ m 44 ] |
| 51  | Indonésie                                                            | 23 Février 1991 | Sarinah, Jakarta (now closed)                                                                     | 224                                                                            | 1 552 941                     | La première filiale de Sarinah sera fermée en 2020 en raison de la rénovation de Sarinah même,. |
| 52  | Portugal                                                             | 23 Mai 1991 | CascaiShopping, Cascais                                                                           | 175                                                                            | 69 662                        | [ m 46 ] |
| 53  | Grèce                                                                | 12 Novembre 1991 | Athènes Syntagma Square                                                                           | 25                                                                             | 448 750                       | [ m 47 ] |
| 54  | Uruguay                                                              | 18 Novembre 1991 | Montevideo Shopping, Montevideo                                                                   | 25                                                                             | 164 619                       | [ m 48 ] |
| 55  | Martinique (partie de la France)                                     | 16 Décembre 1991 | Fort-de-France                                                                                    | 9                                                                              | 40 484                        | [ m 49 ] |
| 56  | Tchéquie (partie de la Tchécoslovaquie à l'époque)                   | 20 Mars 1992 | Vodičkova street, Prague                                                                          | 109                                                                            | 98 181                        | Premier McDonald's à ouvrir après la guerre froide. |
| 57  | Guadeloupe (partie de la France)                                     | 6 avril 1992 | Rue Frébault, Pointe-à-Pitre                                                                      | 8                                                                              | 47 838                        | [ m 49 ] |
| 58  | Pologne                                                              | 16 juin 1992 | Ulica Marszałkowska in department store "Sezam"                                                   | 492                                                                            | 77 472                        | [ m 51 ] |
| 59  | Monaco                                                               | 20 novembre 1992 | Monte Carlo                                                                                       | 2                                                                              | 19 348                        | |
| 60  | Brunei                                                               | 12 Décembre 1992 | Bandar Seri Begawan                                                                               | 3                                                                              | 142 899                       | |
| 61  | Maroc                                                                | 18 Décembre 1992 | Casablanca                                                                                        | 83                                                                             | 750 553                       | Premier point de vente en Afrique et premier point de vente dans le monde arabe ; McDonald's est désormais présent sur tous les continents, à l'exception de l'Antarctique. |
| 62  | Îles Mariannes du Nord (territoire des États-Unis)                   | 18 Mars 1993 | Saipan                                                                                            | 2                                                                              | 27 572                        | Premier point de vente ouvert sur l'île de Saipan, deuxième point de vente ouvert en 1997 |
| 63  | Israël                                                               | 14 Octobre 1993 | Ayalon Mall, Ramat Gan                                                                            | 185                                                                            | 47 092                        | Premier point de vente au Moyen-Orient. |
| 64  | Slovénie                                                             | 2 Décembre 1993 | Čopova Street, Ljubljana                                                                          | 23                                                                             | 103 300                       | [ m 53 ] |
| 65  | Arabie saoudite                                                      | 8 décembre 1993 | Riyad                                                                                             | 304                                                                            | 125 247                       | Premier débouché dans la péninsule arabique, |
| 66  | Koweït                                                               | 15 juin 1994 | Koweït (now closed)                                                                               | 77                                                                             | 57 458                        | Le plus grand McDonald's du Moyen-Orient s'y trouve,. Le premier McDonald's du Koweït a fermé ses portes après 25 ans de service en raison d'un contrat expiré entre McDonald's et la Touristic Enterprises Company.                                                                            |
| 67  | Nouvelle-Calédonie (territoire de la France)                         | 26 juillet 1994 | Nouméa                                                                                            | 4                                                                              | 140 230                       | |
| 68  | Oman                                                                 | 30 Juillet 1994 | Salalah                                                                                           | 24                                                                             | 201 565                       | [ m 57 ] |
| 69  | Égypte                                                               | 20 Octobre 1994 | Le Caire                                                                                          | 114                                                                            | 937 981                       | [ m 58 ] |
| 70  | Bulgarie                                                             | 10 Décembre 1994 | Plovdiv                                                                                           | 35 (excl. seasonal restaurants) 40 (including seasonal and mobile restaurants) | 200 001                       | [ m 59 ] |
| 71  | Bahreïn                                                              | 15 Décembre 1994 | Manama                                                                                            | 23                                                                             | 64 913                        | [ m 60 ] |
| 72  | Lettonie                                                             | 15 Décembre 1994 | Riga                                                                                              | 13                                                                             | 147 690                       | Premier point de vente dans les pays baltes. |
| 73  | Émirats arabes unis                                                  | 21 Décembre 1994 | Dubai                                                                                             | 172                                                                            | 56 970                        | [ m 62 ] |
| 74  | Estonie                                                              | 29 Avril 1995 | Tallinn                                                                                           | 10                                                                             | 132 482                       | [ m 63 ] |
| 75  | Roumanie                                                             | 16 juin 1995 | Bucarest                                                                                          | 84                                                                             | 280 571                       | [ m 64 ] |
| 76  | Malte                                                                | 7 juillet 1995 | La Valette                                                                                        | 9                                                                              | 46 023                        | [ m 65 ] |
| 77  | Colombie                                                             | 14 juillet 1995 | Centro Andino, Bogota                                                                             | 185                                                                            | 605 803                       | [ m 66 ] |
| 78  | Slovaquie                                                            | 14 Octobre 1995 | Banská Bystrica                                                                                   | 35                                                                             | 181 167                       | [ m 67 ] |
| 79  | Afrique du Sud                                                       | 11 Novembre 1995 | Blackheath, Gauteng                                                                               | 275                                                                            | 252 089                       | Premier point de vente en Afrique australe. |
| 80  | Qatar                                                                | 13 Décembre 1995 | Doha                                                                                              | 46                                                                             | 62 833                        | [ m 69 ] |
| 81  | Honduras                                                             | 14 décembre 1995 | Tegucigalpa                                                                                       | 10                                                                             | 842 273                       | [ m 70 ] |
| 82  | Saint-Martin (partie des Antilles néerlandaises à l'époque)          | 15 décembre 1995 | Philipsburg                                                                                       | 3                                                                              | 13 703                        | |
| 83  | Croatie                                                              | 2 février 1996 | Zagreb                                                                                            | 38                                                                             | 102 330                       | [ m 71 ] |
| 84  | Samoa (appelée Samoa occidentales à l'époque)                        | 2 Mars 1996 | Apia                                                                                              | 1                                                                              | 196 440                       | |
| 85  | Fidji                                                                | 1 Mai 1996 | Suva                                                                                              | 4                                                                              | 226 376                       | [ m 72 ] |
| 86  | Liechtenstein                                                        | 3 Mai 1996 | Triesen                                                                                           | 1                                                                              | 37 810                        | [ m 73 ] |
| 87  | Lituanie                                                             | 31 Mai 1996 | Vilnius                                                                                           | 17                                                                             | 199 586                       | [ m 74 ] |
| 88  | Inde                                                                 | 13 Octobre 1996 | Delhi                                                                                             | 300                                                                            | 5 617 241                     | Premier point de vente en Asie du Sud. |
| 89  | Pérou                                                                | 18 octobre 1996 | Lima                                                                                              | 40                                                                             | 804 250                       | [ m 76 ] |
| 90  | Jordanie                                                             | 7 novembre 1996 | Amman                                                                                             | 31                                                                             | 312 968                       | |
| 91  | Paraguay                                                             | 21 Novembre 1996 | Asuncion                                                                                          | 19                                                                             | 358 474                       | [ m 77 ] |
| 92  | République dominicaine                                               | 30 Novembre 1996 | Santo Domingo                                                                                     | 31                                                                             | 347 419                       | Pays comptant le deuxième plus grand nombre d'établissements McDonald's dans les Caraïbes, après Porto Rico. |
| 93  | Polynésie française (territoire de la France)                        | 10 Décembre 1996 | Papeete, Tahiti                                                                                   | 6                                                                              | 47 167                        | |
| 94  | Trinité-et-Tobago                                                    | 6 mai 1997 | The Falls at West Mall                                                                            | 6                                                                              | 228 167                       | McDonald's avait auparavant des magasins à Trinité-et-Tobago (du 6 mai 1997 au 25 octobre 2003) mais a fermé en raison des faibles ventes. Il a rouvert à The Falls au West Mall en 2011 et s'est étendu à 5 autres emplacements.                                                               |
| 95  | Ukraine                                                              | 24 mai 1997 | Near Lukianivska metro station in Kyiv (fermé temporairement)                                     | 101                                                                            | 451 612                       | Les trois restaurants de la péninsule de Crimée ont été fermés en 2014. Tous les magasins ferment temporairement en raison de l'invasion russe de l'Ukraine en 2022. |
| 96  | Chypre                                                               | 12 juin 1997 | Larnaca                                                                                           | 18                                                                             | 47 489                        | [ m 80 ] |
| 97  | Guernesey et Jersey (Dépendances de la Couronne britannique)         | 1 août 1997 | Saint-Hélier                                                                                      | 1                                                                              | 100 080                       | |
| 98  | Équateur                                                             | 9 octobre 1997 | Centro Comercial Iñaquito (CCI), Quito                                                            | 30                                                                             | 566 667                       | [ m 81 ] |
| 99  | La Réunion (partie de la France)                                     | 14 décembre 1997 | Saint-Denis                                                                                       | 4                                                                              | 216 627                       | |
| 100 | Île de Man (dépendance de la Couronne britannique)                   | 15 décembre 1997 | Douglas                                                                                           | 1                                                                              | 84 287                        | |
| 101 | Suriname                                                             | 18 Décembre 1997 | Paramaribo                                                                                        | 3                                                                              | 192 000                       | |
| 102 | Moldavie                                                             | 30 avril 1998 | Chișinău                                                                                          | 6                                                                              | 710 000                       | [ m 82 ] |
| 103 | Nicaragua                                                            | 11 Juillet 1998 | Managua                                                                                           | 6                                                                              | 1 036 333                     | Les points de vente McDonald's ont cessé leurs activités pendant la guerre civile du Nicaragua et ont rétabli leur présence en 1998 après une absence de deux décennies. Pendant la guerre civile, l'un d'entre eux a continué à fonctionner sous le nom de "Donald's",.                        |
| 104 | Liban                                                                | 18 septembre 1998 | Beyrouth                                                                                          | 23                                                                             | 264 435                       | , McDelivery Lebanon, qui est actuellement fusionné avec son site officiel, car le franchisé local Miknas Food S.A.L. réforme progressivement sa chaîne de magasins McDonald's. |
| 105 | Pakistan                                                             | 19 septembre 1998 | Lahore                                                                                            | 72                                                                             | 115 000                       | [ m 85 ] |
| 106 | Sri Lanka                                                            | 16 octobre 1998 | Colombo                                                                                           | 7                                                                              | 3 062 857                     | [ m 86 ] |
| 107 | Géorgie                                                              | 5 février 1999 | Avenue Roustavéli, Tbilissi                                                                       | 18                                                                             | 205 500                       | Premier point de vente dans le Caucase. |
| 108 | Gibraltar (territoire du Royaume-Uni)                                | 13 août 1999 | Westside                                                                                          | 1                                                                              | 34 571                        | [ m 88 ] |
| 109 | Azerbaïdjan                                                          | 6 novembre 1999 | Fountains Square, Bakou                                                                           | 19                                                                             | 657 467                       | [ m 89 ] |
| 110 | Guyane (partie de la France)                                         | 22 février 2000 | Cayenne                                                                                           | 2                                                                              | 148 356                       | [ m 49 ] |
| 111 | Samoa américaines (territoire des États-Unis)                        | 29 Septembre 2000 | Pago Pago                                                                                         | 2                                                                              | 27 821                        | |
| 112 | Maurice                                                              | 4 Juillet 2001 | Port Louis                                                                                        | 12                                                                             | 105 324                       | |
| 113 | Mayotte (partie de la France)                                        | 1er mai 2003 | Mamoudzou                                                                                         | 1                                                                              | 270 372                       | |
| 114 | Irak                                                                 | 10 août 2006 | Bagdad                                                                                            | 1                                                                              | 38 270 000                    | Un emplacement à Bagdad pour l'armée américaine, mais il y a aussi une imitation appelée MaDonal. |
| 115 | Viêt Nam                                                             | 8 février 2014 | Hô Chi Minh-Ville                                                                                 | 25                                                                             | 5 620 000                     | [ m 90 ] |

## Anciens emplacements
| #  | Pays/territoire                                               | Date du premier magasin | Date de fermeture | Raison de la fermeture |
| -- | ------------------------------------------------------------- | ----------------------- | ----------------- | --- |
| 1  | Iran                                                          | 1971                    | 1979              | Fermé en raison des mesures adoptées par le gouvernement iranien après la révolution iranienne. Il y a aussi une contrefaçon appelée Mash Donald's |
| 2  | Barbade                                                       | 25 août 1989            | 13 décembre 1990  | Fermé en raison de ventes extrêmement faibles. |
| 3  | Bermudes (territoire appartenant au Royaume-Uni)              | 10 novembre 1985        | 9 mars 1995       | Fermé en raison d'un passage de la loi gouvernementale interdisant les restaurants franchisés sur le territoire. Le restaurant McDonald's était situé sur une base aéronavale américaine et était donc exempté de la loi. Lorsque la base a fermé en 1995, le restaurant a dû faire de même. |
| 4  | Bolivie                                                       | 21 novembre 1997        | 30 novembre 2002  | Fermé en raison de mauvaises ventes et de prix élevés. McDonald's tente de réintégrer le marché bolivien, mais sans succès jusqu'à présent. |
| 5  | Jamaïque                                                      | 15 avril 1995           | 14 octobre 2005   | Fermé en raison de problèmes gouvernementaux et de la baisse des ventes. |
| 6  | Monténégro (appartenant à la Serbie-et-Monténégro à l'époque) | 1 juin 2004             | 2007              | Un restaurant McDonald's saisonnier a été ouvert à Budva, mais il a été fermé faute d'emplacement permanent. |
| 7  | Islande                                                       | 9 septembre 1993        | 30 octobre 2009   | Fermé en raison de la crise financière islandaise de 2008-2011. Tous les anciens restaurants McDonald's ont été renommés localement Metro, qui servait le même menu que McDonald's ainsi que des produits locaux. |
| 8  | Macédoine du Nord (appelée à l'époque Macédoine)              | 6 septembre 1997        | 15 mai 2013       | Fermé en raison d'un différend concernant le contrat et les obligations contractuelles avec le propriétaire de la franchise Sveto Janevski. |
| 9  | Saint-Marin                                                   | 6 juillet 1999          | 6 juillet 2019    | Le seul et unique restaurant McDonald's basé dans le pays était situé à Borgo Maggiore. Il a cessé ses activités le 6 juillet 2019, 20 ans après son ouverture, en raison de sa proximité avec les restaurants des communautés italiennes voisines, ce qui a entraîné la baisse des ventes de ce restaurant. |
| 10 | Russie (faisant partie de l' Union soviétique à l'époque)     | 31 janvier 1990         | 16 mai 2022       | Le premier restaurant a été ouvert sur la place Pouchkine à Moscou en 1990. C'était le premier point de vente en Union soviétique, le même qui s'est ensuite désintégré 23 mois après son ouverture. En 2022, McDonald's a suspendu ses activités de restauration en Russie en raison de l'invasion russe de l'Ukraine en mars. McDonald's a ensuite décidé de fermer définitivement l'ensemble des opérations russes en invoquant des préoccupations géopolitiques. Avant sa fermeture, McDonald's avait ouvert 850 restaurants en Russie. La marque a été relancée le 12 juin 2022 sous le nom de Vkusno & tochka (Вкусно и точка, Tasty and that's it ) par le franchisé local Alexander Govor, qui a acquis les opérations en mai auprès de McDonald's. Govor avait ouvert 25 restaurants McDonald's dans le pays. Bien que le menu et l'équipement restent les mêmes, la plupart des marques ont été abandonnées. On s'attend à ce que McDonald's ait une option pour racheter les 850 restaurants dans 15 ans. |
| 11 | Biélorussie                                                   | 10 décembre 1996        | 27 novembre 2022  | Premier McDonald's dans une ancienne république soviétique non balte (Russie non comprise). La société a déclaré qu'il s'agissait du « 100e pays » de McDonald's, bien que ce calcul inclue de nombreux territoires non souverains. À la suite de son fort soutien de la Russie dans l'invasion russe en Ukraine, McDonald's annonce son retrait de la Biélorussie, ils sont remplacés, comme en Russie, par la chaîne de restaurant Vkusno & tochka. Le 18 avril 2023, elles sont sous un nouveau nom, Mak.by. |
| 12 | Bosnie-Herzégovine                                            | 20 juillet 2011         | 31 décembre 2022  | Après avoir tenté pendant une dizaine d'années de pénétrer le marché bosniaque sans succès, McDonald's ouvrira son premier restaurant en Bosnie le 20 juillet 2011. Les restaurants sont fermés "Jusqu'à nouvelle ordre" en raison du retrait de la licence d'exploitation dans le pays. |
| 13 | Kazakhstan                                                    | 8 mars 2016             | 5 janvier 2023    | Premier point de vente en Asie centrale, McDonald's fut fermé en raison des restrictions d'approvisionnent car les pains burger en provenance de Russie était interdit dut à l'invasion de l'Ukraine par celui-ci. Le 23 janvier 2023, le propriétaire locale de la franchise, Food Solutions KZ, a rouvert les restaurants sous la marque « MyOtkryty » (se traduit par "Nous sommes ouverts") avec le même menu sous des noms légèrement modifiés. Mais 16 août 2023, ce nom de marque a été abandonné et chacun des restaurants du pays a reçu son propre nom suivant le modèle suivant : « Je m'appelle » suivi de n'importe quel prénom kazakh ou russe, par exemple « Men Aidanamin » (Мен Айданамын, je m'appelle Aidana ). |

### Sources McDonald's
1. ↑  McDonald's USA
2. ↑  McDonald's Canada
3. ↑  McDonald's Puerto Rico
4. ↑  McDonald's Costa Rica
5. ↑  « Store Finder – McDonald's Australia » (consulté le 6 septembre 2011)
6. ↑  McDonald's Australia
7. ↑  McDonald's Japan
8. ↑  McDonald's Netherlands
9. ↑  McDonald's Panama
10. ↑  McDonald's Germany
11. ↑  McDonald's Sweden
12. ↑  McDonald's Guatemala
13. 1 2  McDonald's Aruba and Curaçao
14. ↑  McDonald's UK
15. ↑  « About Us :: McDonald's Hong Kong » [archive du 25 février 2017], sur mcdonalds.com.hk (consulté le 1er février 2017)
16. ↑  McDonald's Hong Kong
17. ↑  « Organisation- Mcdonald's New Zealand » [archive du 2 septembre 2011] (consulté le 6 septembre 2011)
18. ↑  McDonald's Switzerland
19. ↑  McDonald's Ireland
20. ↑  McDonald's Austria
21. ↑  McDonald's Belgium
22. ↑  McDonald's Brazil
23. ↑  McDonald's Singapore
24. ↑  (en-US) « Food Archives », sur McDonald's® (consulté le 15 juillet 2020)
25. 1 2 3  « Mcdonalds lanza 4you », 18 avril 2018 (consulté le 6 février 2022)
26. ↑  McDonald's Spain
27. ↑  McDonald's Denmark
28. ↑  McDonald's Malaysia
29. ↑  McDonald's Norway
30. ↑  McDonald's Taiwan
31. ↑  McDonald's Finland
32. ↑  McDonald's Thailand
33. ↑  McDonald's Italy
34. ↑  McDonald's Luxembourg
35. ↑  McDonald's Venezuela
36. ↑  McDonald's Mexico
37. ↑  McDonald's Turkey
38. ↑  McDonald's Argentina
39. ↑  McDonald's Serbia
40. ↑  McDonald's South Korea
41. ↑  McDonald's Hungary
42. ↑  McDonald's Russia
43. ↑  McDonald's China
44. ↑  McDonald's Chile
45. ↑  McDonald's Indonesia
46. ↑  McDonald's Portugal
47. ↑  McDonald's Greece
48. ↑  McDonald's Uruguay
49. 1 2 3  McDonald's French Antilles
50. ↑  McDonald's Czech Republic
51. ↑  McDonald's Poland
52. ↑  McDonald's Morocco
53. ↑  McDonald's Slovenia
54. ↑  McDonald's Saudi Arabia
55. ↑  McDonald's Saudi Arabia
56. ↑  McDonald's Kuwait
57. ↑  McDonald's Oman
58. ↑  McDonald's Egypt
59. ↑  McDonald's Bulgaria
60. ↑  McDonald's Bahrain
61. ↑  McDonald's Latvia
62. ↑  McDonald's UAE
63. ↑  McDonald's Estonia
64. ↑  McDonald's Romania
65. ↑  McDonald's Malta
66. ↑  McDonald's Colombia
67. ↑  McDonald's Slovakia
68. ↑  McDonald's South Africa
69. ↑  McDonald's Qatar
70. ↑  McDonald's Honduras
71. ↑  McDonald's Croatia
72. ↑  McDonald's Fiji
73. ↑  McDonald's Switzerland
74. ↑  McDonald's Lithuania
75. ↑  McDonald's India
76. ↑  McDonald's Peru
77. ↑  McDonald's Paraguay
78. ↑  McDonald's Dominican Republic
79. ↑  McDonald's Ukraine
80. ↑  McDonald's Cyprus
81. ↑  McDonald's Ecuador
82. ↑  McDonald's Moldova
83. ↑  McDonald's Nicaragua
84. ↑  McDelivery Lebanon
85. ↑  McDonald's Pakistan
86. ↑  McDonald's Sri Lanka
87. ↑  McDonald's Georgia
88. ↑  McDonald's Spain
89. ↑  McDonald's Azerbaijan
90. ↑  McDonald's Vietnam
91. ↑  McDonald's Bosnia and Herzegovina